# 安东尼奥·吕迪格
安东尼奥·吕迪格（德語：Antonio Rüdiger，1993年3月3日—）是一名德国職業足球員，司职中堅。目前效力于西甲俱樂部皇家馬德里及德國國家足球隊。其父亲为德国人，母亲则来自塞拉利昂，而同母异父的胞兄萨尔·塞内西也是一位足球运动员。吕迪格以其侵略性的比賽風格、速度、搶斷能力和強大的制空能力而聞名。

## 俱乐部生涯

### 早期
吕迪格在少年时期曾效力于多家新克尔恩境内的球队，其中包括新克尔恩施佩伯（VfB Sperber Neukölln）、柏林塔斯马尼亚和新克尔恩体育之友。2008年，他又从策伦多夫赫塔转投多特蒙德青年队。
至2011年春季，吕迪格加入了斯图加特，但由于错过了报名时间，他在半年的时间内都无法获得参赛资格。2011年7月23日，在2011/12赛季德国足球丙级联赛第一轮对阵比勒费尔德的比赛中，当时仍未满19岁的吕迪格便代表斯图加特二队完成了职业生涯首秀。
吕迪格在德甲联赛中的首次亮相发生于2012年1月29日，斯图加特主场对阵门兴格拉德巴赫的比赛中。尽管此前他在德丙联赛中的实际位置为中后卫，但由于其队友在本场比赛中受伤，因而被委派为右后卫。2012年10月4日，他又在2012–13年歐洲聯賽分组赛第二轮对阵莫尔德的比赛中登场，从而完成了国际比赛首秀。当马沙于冬歇期离队后，吕迪格在2012/13赛季德甲的下半程得以经常获得代表斯图加特一线队参赛的机会，尤其是当队内的两位主力中后卫格奥格·尼德迈尔和塞尔达·塔什彻经常受到伤病或停赛的困扰。2013年4月19日，斯图加特延长了其与吕迪格之间的合同，有效期至2017年6月末止。
2013年9月1日，在斯图加特主场以6比2大胜霍芬海姆的比赛中，吕迪格射入了自己的德甲联赛首球。

### 切爾西
2017年7月9日，車路士官方宣佈从意甲球队罗马簽入魯迪加。自此他经常获得出场机会，出任三后卫中的其中一員。
2020年2月1日，切尔西作客李斯特城，是吕迪格第100次為切尔西上場。他為切尔西打进了两个进球。
2021年5月29日，2020–21賽季歐冠決賽車路士以一球擊敗曼城，正選上陣的吕迪格是幫助球隊奪得歐冠的功臣。
2022年5月20日，吕迪格正式宣布，他在效力5年后离开切尔西。

### 皇家馬德里
9月11日，西甲第五輪，皇家馬德里在主場迎戰馬約卡，呂迪格在90+3'進球，協助皇家馬德里以4-1獲勝。

## 国家队生涯
2010年12月17日，在以色列举行的一项四国邀请赛的决赛中，吕迪格代表德国18岁以下国家足球队在最后1分钟射入一记致胜任意球，帮助球队以2比1战胜美国。
而在2011年5月31日，吕迪格便在2011年欧洲U-19足球锦标赛预选赛对阵匈牙利的比赛中首次代表德国19岁以下国家足球队上阵，尽管他此时仍然具备代表18岁以下国家足球队参赛的资格。他共参加了13场19岁以下的国家队赛事。其中在2012年5月27日，他于对阵罗马尼亚的比赛中射入自己的国家队首球，帮助德国队以1比1完赛。
2012年9月9日，吕迪格在对阵波兰的比赛中首次代表德国20岁以下国家足球队上阵。至2012年11月14日，他又在对阵土耳其的比赛中完成了在德国21岁以下国家足球队的首秀，并打满全场。2013年5月24日，它还被选入参加2013年欧洲U-21足球锦标赛决赛圈的大名单，但德国队在分组赛阶段即遭淘汰。
2014年5月8日，吕迪格首次得到成年组德国国家足球队主教练约阿希姆·勒夫的征召，以备战同年5月13日在汉堡对阵波兰的热身赛。在这场比赛中，他于半场后便替换贝尼迪克特·赫韦德斯登场，完成了自己的成年组国家队首秀。同时他也被国家队的官方球迷会评选为本场比赛的最佳球员。2014年世界杯足球赛结束后，于2014年8月29日，吕迪格再次入选德国队，他将跟随应届世界杯的卫冕冠军备战2014年9月3日对阵阿根廷的友谊赛以及9月7日对阵苏格兰的2016年欧洲足球锦标赛预选赛。
2018年，吕迪格隨隊出戰2018年世界杯足球赛。德国国家足球队三戰一勝二負，分組賽出局。

## 荣誉

### 球會
切爾西
- 英格蘭足總盃冠軍：2017–18[19]
- 歐霸盃冠軍：2018–19
- 欧洲冠军联赛冠軍：2020–21[20]
- 歐洲超級盃冠軍：2021[21]
- 世界冠軍球會盃冠軍：2021

皇家馬德里
- 世界冠軍球會盃冠軍：2022[22]
- 歐洲超級盃冠軍：2022、2024
- 西班牙國王盃冠軍：2022-23
- 西甲冠軍：2023-24
- 西班牙超级杯冠軍：2024
- 欧洲冠軍联赛冠軍：2023–24

### 個人
- 弗里茨·瓦尔特大奖金奖：2012（U19组）[5]